# GSTK Zagreb
GSTK Zagreb (Gradski stolnoteniski klub Zagreb) jedan je od najuspješnijih muških klubova u zemlji za kojeg uvijek nastupaju najbolji i najperspektivniji igrači. Iako već 63 godine odgaja mnoge generacije, i dalje svakodnevno radi na popularizaciji stolnog tenisa jer ovaj sport želi približiti svim ljudima, a uskom suradnjom sa ženskim stolnoteniskim klubom HASTK Mladost Iskon to i uspijeva.

## Povijest
GSTK Zagreb osnovan je 1948. godine. Sljedbenik je osnovanog kluba Grafičara, Borca, Poštara, a zatim Vjesnika te Večernjeg lista.
U svojoj bogatoj tradiciji klub je osvojio 28 naslova klupskog nacionalnog prvaka te 8 naslova nacionalnog kupa. Na međunarodnoj sceni jedan je od najtrofejnijih klubova Hrvatske s osvojenih 5 naslova Europskog kupa prvaka te 2 pokala Europskog kupa Nancy Evans. Sudionik je Europske lige prvaka od 2000.godine do 2008.godine s najvećim rezultatom, trećim mjestom u 2005., za koju je klub bio nagrađen od grada Zagreba za Ekipu godine. U svojoj bogatoj povijesti boje kluba su branili legende hrvatskog športa kao što su: Josip Vogrinc, Zdenko Uzorinac, Željko Hrbud, Dragutin Šurbek, Antun Stipančić, Zlatko Čordaš, Zoran Primorac, Allan Bentsen te mnogi drugi igrači i igračice predvođeni velikim trenerima kao što su: Milan Štencel, Herman Vukušić, Goran Radanović. Ovo je samo dio povijesti kluba bogatog medaljama i peharima s Europskih i Svjetskih prvenstava.
GSTK Zagreb je od osamostaljenja Republike Hrvatske 1991. godine osvojio 14 naslova državnih prvaka, dva nacionalna kupa, Kup Europskih prvaka 2001. godine te je višestruki prvak u mlađim kategorijama. 2009. godine klub je osvojio ekipne naslove u Hrvatskoj u svim kategorijama (ml. kadeti, kadeti, juniori i seniori).
Nazivi
1948. – 1959. Stolnoteniska sekcija FD Grafičar
1960. – 1969. Grafički stolnoteniski klub Zagreb
1970. – 1992. GSTK Vjesnik
1993. – STK Večernji list
GSTK Zagreb

## Uprava kluba
| Funkcija       | Ime i prezime                                   |
| -------------- | ----------------------------------------------- |
| Predsjednik    | Mario Dokmanić                                  |
| Potpredsjednik | Herman Vukušić                                  |
| Upravni odbor  |                                                 |
| Nadzorni odbor | Željko Šego, Željko Ivančević, Branko Radanović |

## Sportski uspjesi
Stolnotenisači kluba su osvajači:
- 28 naslova državnog prvaka
- 8 naslova Nacionalnog kupa
- 5 naslova europskih prvaka
- 2 naslova Kupa Nancy Evans

## Stolnoteniska škola
Već 63 godine u klubu djeluje kvalitetna stolnoteniska škola koja je jedna od najpoznatijih u ovom dijelu Europe. Za to su najzaslužniji treneri i profesori kineziologije: Davor Bilić i Neven Karković. Samo neki od igrača koji su ponikli u klubu su: Antun Tova Stipančić, Dragutin Šurbek, Damir Jurčić, Zoran Primorac, Neven Karković te mnogi drugi. Škola se odlikuje odličnim rezultatima u svim mlađim kategorijama koje zadnjih desetak godina redovito osvajaju naslove u ekipnim i pojedinačnim konkurencijama u Hrvatskoj. Iz škole je proizašlo niz reprezentativaca, posebno u mlađim uzrastima što posebno raduje te daje vrijednost stolnoteniskoj akademiji. Zadnjih nekoliko sezona to su: Frane Tomislav Kojić, Ivan Zeljko, Matej Jelić, Tomislav Kolarek, Matej Mamut, Filip Zeljko, Filip Čipin. Uz stolnotenisko znanje koje prenose treneri, klub je ponosan na pedagoški dio dijela stručnoga rada jer u školi rade školovani treneri s Kineziološkog fakulteta te samim tim omogućuju kvalitetan napredak na svim razinama.
Zadnjih nekoliko sezona stolnoteniska škola odnosno klub, za reprezentativne selekcije daje redovito preko 50 % igrača što je najbolji dokaz o kvaliteti i stručnosti te prepoznatljivosti škole.
Tokom sezone, u klubu redovito trenira 60-ak djece na lokaciji u Domu sportova te još toliko na školama koje treneri pokrivaju u gradu Zagrebu.

## Vanjske poveznice
- Službena stranica kluba[neaktivna poveznica]